# 오버트라운

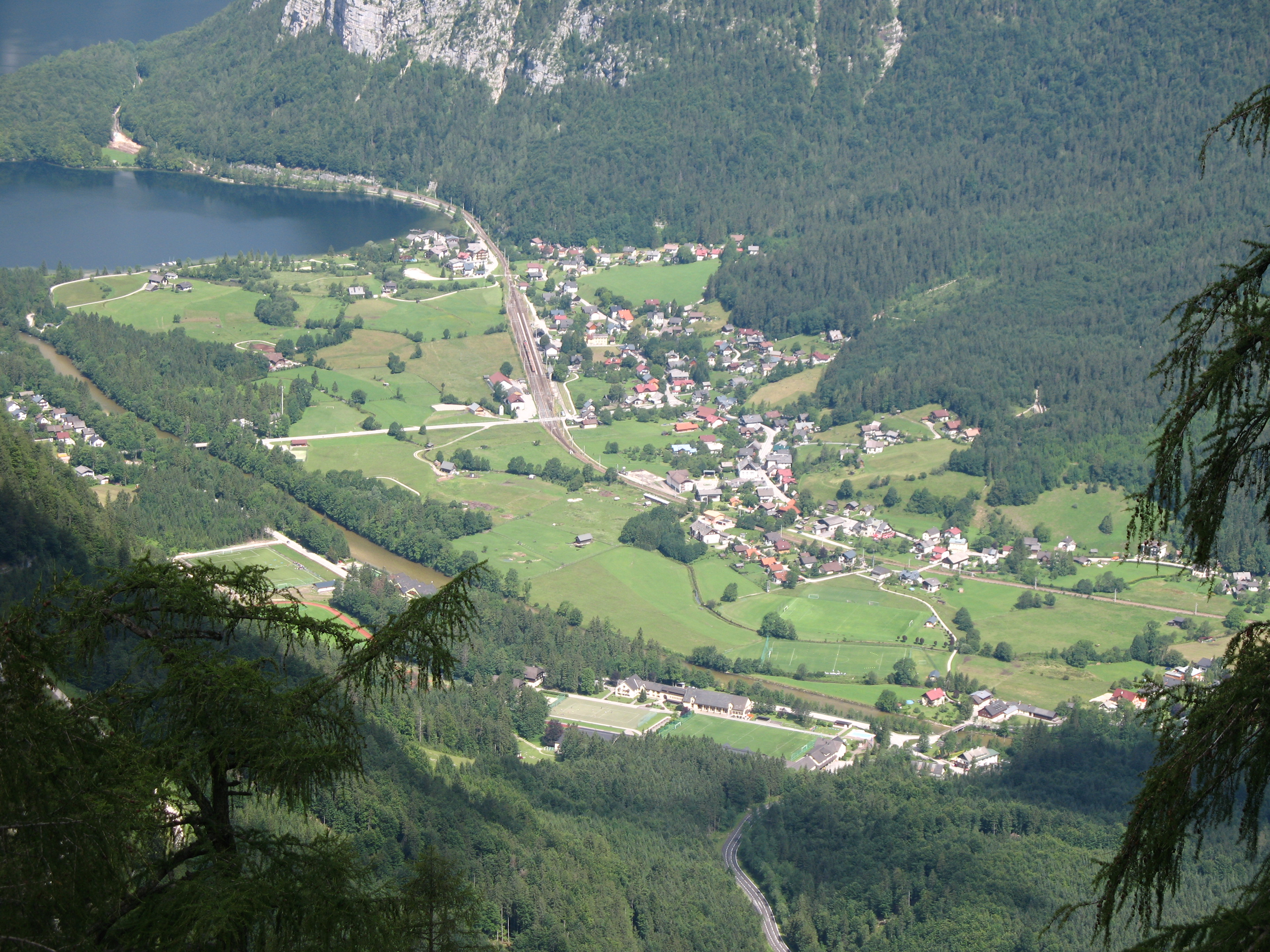
오버트라운

오버트라운(독일어: Obertraun)은 오스트리아 오버외스터라이히주 그문덴군의 마을이다. 할슈타트호와 다흐슈타인산 근처에 있다. 겨울에는 스키와 스노보드, 여름에는 산악자전거, 수영, 카약 등의 활동을 즐길 수 있는 인기 휴양지다.

## 역사
원래 바이에른 공국의 일부였던 오버트라운은 12세기에 오스트리아 공국의 일부가 되었다. 나폴레옹 전쟁 중에는 여러 차례 점령되기도 했다. 1918년부터 오버외스터라이히주에 속했고, 1921년(할슈타트에 속했던 이후)부터는 자치 마을이 되었다.
1954년 4월 15일, 한 교사와 14명의 학생이 인근 산에서 하이킹을 하던 중 길을 잃고 모두 동상으로 사망하는 사건이 발생했다.